# La Colmena de Igualada
La Colmena de Igualada era una publicació setmanal, publicada a Igualada entre 1880 i 1882.Portava el subtítol Periódico semanal científico, literario y defensor de los intereses de esta Ciudad y su partido.

## Descripció
La redacció i administració de la publicació era l'Ateneu Igualadí de la Classe Obrera i l'impressor era Marian Abadal. El primer número es va publicar el 2 de maig de 1880 i el darrer el 121, amb data 20 d'agost de 1882. Sortia cada diumenge i tenia vuit pàgines, a dos columnes, amb un format de 31 x 21 cm.
La llengua habitual era el castellà, però també hi havia articles i poesies en català.

## Continguts
Era una publicació de tipus cultural i social amb notícies de divulgació científica i industrial, informació de la vida ciutadana, poesies i curiositats. També portava molta informació sobre les activitats de l'Ateneu Igualadí.
Segons Carner: “S'accentua el matís liberal i aviat s'inicia la polèmica amb el Semanario de Igualada que es presenta estalonant a La Colmena puix que els dos periòdics surten el mes de maig de 1880 […] La Colmena defensa la Sociedad de Aguas del Noya que ha obert una sèrie de pous al marge del riu; el Semanario considera inviable el projecte […] Es reprenen les obres del ferrocarril d'Igualada a Sant Sadurní i fracassen definitivament. El Semanario defensa el tren de via estreta Igualada-Martorell”.
Bona part dels redactors ja havien col·laborat a El Eco de Igualada i Eco del Noya: Bonaventura Martí, Pere Bosch i Soldevila, Joaquima Hernández de Moga, Josep Espinal Fuster, Jaume Serra Iglesias, Joan Serra i Constansó, P. Mariano Ferrer i Miquel Amigó.

## Localització
- Biblioteca Central d'Igualada. Plaça de Cal Font. Igualada (col·lecció en paper)